# Kolonialisme
Kolonialisme (afledt af latin: colonia i betydningen landbrug og nybygger) er en større eller mindre befolkningsgruppes udvandring fra et land og dannelsen af en bosættelse på territorier uden for landets egne grænser i form af en koloni. Kolonialisme kan desuden referere til den tankegang, der forsvarer og fremmer denne handlingsmåde.
Kolonialismen er ikke i sig selv imperialisme, idet formålet ikke er erobring af nyt land men at afhjælpe et hjemligt problem (befolkningsoverskud) og efterfølgende (som regel men ikke altid) opretholde forbindelsen med det land, udvandringen er sket fra. Der imod kan man sige, at imperialisme kan tage koloniseringspolitik i anvendelse for at opnå eller fremme sit formål. Selv om kolonialismen i sig selv ikke er imperialistisk, er det indlysende, at den let kan antage træk, der giver mindelser herom:
- for det første vil der være et behov for opretholdelse af lov og orden,
- for det andet kan kolonien have behov for at afsætte sit produktionsoverskud og samtidig for at skaffe sig de fornødenheder, som kolonien ikke selv kan sikre,
- for det tredje er det ikke sikkert, at kolonien vil møde forståelse hos de indfødte i det område, hvor den oprettes, og derfor kan den have behov for beskyttelse.
I den udstrækning, de nævnte forhold tilgodeses af et moderland, vil koloniens handlefrihed og selvstændighed blive beroende af moderlandet, som derved også får en vis (undertiden stor) indflydelse på koloniens eksistensbetingelser, hvorved skellet fra fri koloni til protektorat og herfra til underlagt område bliver flydende.

## Forudsætninger
Kolonialismens forudsætninger er i hovedsagen:
- et befolkningsoverskud i moderlandet egnet til udvandring (ofte, men ikke altid, landbrugere),
- mulighed for kontakt mellem moderland og koloni (ofte, men ikke altid, i form af skibsfart),
- gensidigt behov for opretholdelse af forbindelse mellem moderland og koloni, især ved samhandel men også ved politisk/militær støtte.
Koloniseringen kan omfatte følgende befolkningsgrupper:
- bønder og borgere, der ønsker sig bedre levevilkår, end moderlandet tilbyder,
- handelsfolk, hvis formål er at formidle handelen mellem moderland og koloni,
- kriminelle og andre grupper, som moderlandet ønsker at frigøre sig fra.
Disse grupper kan forekomme blandet og til de samme koloniområder.

## Typeinddeling
Kolonier kan i hovedsagen inddeles i følgende hovedtyper:
1. udvandringskolonier eller nybyggerkolonier[1], hvortil folk af økonomiske, religiøse, politiske eller overbefolkningsmæssige årsager udvandrer og opretter egne kolonier (disse kendes såvel fra klassisk oldtid som senere);

Kendetegnende for udvandringerne er, at de som regel sker til egne, hvis klimatiske forhold ikke afviger så meget fra hjemlandets, det vil sige, at den udvandrede befolkning har gode muligheder for at akklimatisere sig. Nybyggerne vil som regel under en eller anden form medbringe hjemlandets sædvaner og levevis og tilpasse disse de nye, stedlige forhold. De fleste udvandrerkolonier begynder med landbrug som den bærende næringsvej men udvikler senere et mere sammensat næringsliv med vareforædling (industri) og handel, ligesom det stedlige embedsvæsen med tiden udvikles. Derved forberedes udvandrerkolonien til det tidspunkt, hvor det har udviklet sig til et velfungerende, hjemme- eller selvstyrende samfund, rede til at tage skridtet til fuld selvstændighed, enten helt frigjort fra moderlandet eller i en meget løs forbindelse med dette.
1. straffe- eller deportationskolonier, hvor moderlandet anvender tvangsforvisning til en koloni som straffemetode af forbrydere og andre uønskede folkeindslag (eksempelvis blev Amerika af Frankrig og Australien af Storbritannien anvendt som straffekolonier. Som eksempler på britiske udvandringsområder kan tilføjes Australien, New Zealand, Sydafrika, Amerika, Canada). Tilsvarende kan deportationer til Sibirien og Kasakhstan i Sovjetunionen (og zar-tidens Rusland) af politiske fanger henregnes til denne kategori. Skellet mellem udvandringskolonier og straffekolonier er svært at fastsætte, idet samme områder som regel har været taget i brug til begge formål;[1]
2. handelskolonier, hvor (fortrinsvis europæiske) stater oprettede støttepunkter for deres fjernhandel i Latinamerika, Afrika og Asien (sådanne handelskolonier havde karakter af små støttepunkter for søfart og handel, undertiden med tiden i tilknytning til virksomhed i baglandet, eksempelvis i form af plantagedrift eller med udvinding af stedlige råstoffer fra jorden);[1]
3. plantagekolonier var sådanne, hvor (fortrinsvis) "hvide" ejede jorden men lod den dyrke ved fremmed arbejdskraft i form af plantager (sukkerplantager, tobaksplantager og lignende) og ved hjælp af underkuet arbejdskraft, enten den stedlige befolkning eller ved indførsel af en sådan udefra (sidstnævnte kendes især fra kolonierne i Latinamerika og det sydlige Nordamerika, hvor en betydelig indførsel og udnyttelse af negerslaver fandt sted). En lignende form er bjergværkskolonier, hvor formålet er råstofudvinding ved minedrift eller lignende;[1]
4. forvaltningskolonier var sådanne, hvor indfødte selv ejede og dyrkede jorden, mens de hvide, i reglen europæere, i kraft af kontrol over handel og den offentlige forvaltning havde fortjenester i form af afgifter og markedskontrol. Skønt plantagedrift og råstoffer i begyndelsen skete under hensyn til moderlandet, kunne disse naturgivne værdier med tiden tillige tjene som økonomisk grundlag for en ny selvstændig stat den dag, et brud med moderlandets overhøjhed måtte indtræffe[1][2].
5. militærkolonier, hvor formålet fortrinsvis er at oprette eller opretholde et militært støttepunkt (flådestation eller lignende) for derved hurtigere at kunne reagere på situationer fjernt fra moderlandet til støtte for egne interesser.[1]

Det bør understreges, at typerne er formelle. I virkeligheden vil de fleste kolonidannelser rumme flere af de nævnte træk.

## Historie
Dannelsen af kolonier kan betinget opdeles i fire hovedperioder:
1. den klassiske oldtid,
2. ældre kolonitid (1400-1870),
3. yngre kolonitid (1870-1945) samt
4. tiden efter 1945.

### Klassiske oldtids kolonier
Allerede hos oldtidsfolkene var anlæggelsen af kolonier meget almindelig. De fleste af disse koloniseringer havde befolkningsoverskud som hovedårsag og opbygningen af handelssamkvem som virkning, men de fik tillige ofte den virkning, at der opstod formelt (og reelt) mere eller mindre selvstændige stater i de koloniserede områder.

#### Fønikerne
Hos fønikerne var det især handelspolitiske hensyn, som førte dertil, og vi finder derfor fønikiske kolonier rundt om på middelhavets kyster. Disse kolonier, af hvilke den betydeligste var Karthago, var i politisk henseende ganske uafhængige af moderlandet.

#### Grækerne
Også grækerne begyndte meget tidligt at anlægge kolonier. Allerede i en forhistorisk tid medførte de urolige forhold i Grækenland en stærk udvandring, navnlig til Lilleasien, hvor en talrig mængde kolonier anlagdes. Fra 8. århundrede tiltog kolonianlæggene yderligere, dels fra selve Grækenland, dels fra de tidligere anlagte kolonier i Lilleasien. Nye kolonier anlagdes nu dels langs kysten af Sortehavet, dels på Sicilien og i Syditalien, ja endog i Gallien (Massilia) og Spanien. Formålet var ikke alene at få handelsfaktorier i fjerne lande, men hyppig tillige at skaffe afløb for hjemlandets alt for stærkt voksende befolkning og en deraf følgende mangel på dyrkningsbar jord i hjemlandet. Grækernes medfødte lyst til eventyr, undertiden også partistridigheder i hjemmet eller fremmede fjenders indfald, kunde også have deres betydning. De græske kolonianlæg ophørte for største delen i 6. århundrede; dog anlagde Athen endnu i 5. århundrede enkelte kolonier, men nærmest med det formål at udvide sin politiske indflydelse. For de græske kolonier i egentlig forstand (græsk: apoikier) gælder den almindelige regel, at de i politisk henseende udgjorde ganske selvstændige stater, hvis borgere ved udvandringen opgav deres borgerret i moderstaden. Dog vedblev der sædvanligvis at bestå et pietetsforhold mellem koloni og moderstad; men der haves rigtignok også eksempler på et vedvarende spændt forhold mellem dem. Det havde naturligvis også sin betydning, om kolonien var anlagt ved en statsforanstaltning efter en folkebeslutning, eller dens anlæggelse skyldtes misfornøjede borgeres udvandring fra hjemlandet. En særlig form af kolonier, de såkaldte kleruchier, som især anlagdes af Athen, udmærkede sig ved, at kolonisterne beholdt deres borgerret i hjemmet og ikke dannede nogen ny stat. De havde væsentlig politisk eller militær betydning.

#### Romerne
I Romerriget finder man ikke kolonier i klassisk forstand. Hvad romerne forstod ved en koloni, var omtrent det samme som grækernes kleruchier. Da romerne efterhånden erobrede Italien, lagde de hyppigt garnisoner, dels af romerske borgere, dels af latinere, i de erobrede byer. De således udsendte soldater fik anvist jordlodder midt iblandt den indfødte befolkning, men beholdt deres tidligere politiske stilling som romerske borgere. Foruden at få aflastet sit befolkningsoverskud var Romerriget samtidig imperialistisk, og garnisonsbyerne var på een gang forposter i handelen med omverdenen og forsvarere af det opbyggede imperium. Med tiden anlagdes sådanne kolonier også uden for Italien; i Tyskland er navnlig mange byer blevne til på grundlag af romerske kolonier. Dog anlagde romerne også undertiden kolonier alene med det formål at skaffe ubemidlede borgere underhold. For sådanne kolonier virkede allerede Gajus Gracchus, og efter borgerkrigene uddelte de sejrrige feltherrer (således Sulla og Cæsar) jord til deres veteraner som kolonister.

### Middelalderen
I middelalderen oprettedes ligeledes omfattende koloniområder såvel ved imperieopbygning som en følge af befolkningsoverskud. Som eksempler herpå kan nævnes arabernes erobringer rundt om Middelhavet, normannernes udvandring til de nordatlantiske og britiske områder, den tyske ekspansion øst for Elben, korsfarerstaterne i Mellemøsten og (i forlængelse heraf) sværdriddernes ekspansion i Baltikum, svenskernes udvandring til de finske kystområder og flere andre.

### Ældre kolonitid, tiden 1400-1870
En ny etape i kolonialismen opstod ved middelalderens slutning. En ny økonomisk-politisk tankegang slog igennem: merkantilismen. Denne havde to mål: dels opbygningen af formuer i ædelmetaller, dels staternes selvforsyning med råvarer og uafhængighed af fremmede markeder. Som følge heraf antog kolonialismen en anden karakter: man søgte efter områder, der kunne forsyne med ædelmetaller og søgte at opretholde oversøiske støttepunkter for den handel, der skulle sikre landet eftertragtede varer som krydderier, te, kakao og lignende. Herfra var skridtet kun kort til selv at forestå produktionen i koloniområderne, ofte i form af plantagedrift og minedrift (og i forlængelse heraf slavehandel til sikring af den fornødne arbejdskraft).
Som et ikke uvigtigt led i denne kolonipolitik indgik missionsvirksomhed.
Også i denne periode var oprettelsen af støttepunkter for handelen hovedformålet med kolonierne, men der var to undtagelser: den ene forekom i Latinamerika, hvor spaniolerne ramlede ind i vel etablerede storriger. Da det lykkedes at vinde disse, blev de mere eller mindre overtagne i deres helhed, og Spanien måtte derfor opbygge samfundsstrukturer i stand til at forvalte dem. Resultatet blev vicekongedømmer. Den anden var de nybyggerområder, som blev oprettede dels i Nordamerika dels i Stillehavsområdet. I begge tilfælde indebar den stadige tilstrømning af nye nybyggere en mere eller mindre vedvarende udvidelse af koloniområderne.

#### Spanien og Portugal
Begyndelsen til kolonialerhvervelserne i den nyere tid falder sammen med det store åndelige og materielle opsving i Europa, som kaldes renæssancen, og den ydre anledning var to store verdensomvæltende geografiske opdagelser, nemlig Amerikas opdagelse 1492 og opdagelsen af søvejen til Indien 1498. Det var naturligvis også de to nationer, der gik i spidsen som opdagere, der blev de første kolonisatorer i oversøiske lande, nemlig Spanien og Portugal. Forholdene stillede sig dog uens for de to folk, idet spanierne, hvis ledende tanke i deres opdagelser var at finde guld, kom til lande med en relativ tynd befolkning, medens portugiserne, der særlig søgte de rige krydderilande, traf tætbefolkede lande med til dels ordnede stater og en forholdsvis høj kultur. Spanierne så sig derfor i stand til at udbrede sig over umådelige territorier og ikke blot erobre dem, men tillige delvis befolke dem med udvandrere og indførte negerslaver. Portugiserne derimod nøjedes med langs alle kysterne at erhverve sig faste pladser, der dels tjente som stabelpladser for deres handel, dels som militære støttepunkter for deres herredømme over de indfødte. En virkelig portugisisk udvandringskolonisation træffes derfor kun i Brasilien, der også var meget tyndt befolket. I løbet af 16. århundrede var disse to magter langt de dominerende som kolonialmagter, idet spanierne efterhånden havde erhvervet sig hele den sydlige del af Nordamerika indtil San Francisco, hele Mellem- og Sydamerika med undtagelse af Brasilien samt Vestindien; endvidere Filippinerne, Marianerne og Carolinerne i Asien. Portugiserne havde handelskolonier langs Afrikas kyster, ved det Persiske Hav, i Forindien, Bagindien og på de indiske øer, samt ejede Brasilien. Begge landes kolonialmagt blev imidlertid næsten fuldstændig brudt. Den løse forbindelse, som Portugal havde med sine kolonier, gjorde, at det ikke var i stand til at hævde de fjernere besiddelser, da andre magter viste sig i de asiatiske have. I det tidsrum, da Portugal var forbundet med Spanien (1580—1640), mistede det næsten alle sine besiddelser i Ostindien, væsentligst til hollænderne, og i begyndelsen af 19. århundrede (1822) løsrev Brasilien sig. Portugals koloniherredømme indskrænkede sig derfor efter 1. verdenskrig til de capverdiske øer, småbesiddelser i Senegambia, øerne St Thomé og Principe i Guinea-bugten, Angola og Benguella med flere på Afrikas vestkyst, Mozambique og Lorenco Marquez (Estado d'Africa Oriental) på Afrikas østkyst, Goa og Diu med flere i Forindien, Østtimor og Macao ved Asiens østside. Spanierne havde et fastere hold på deres kolonier derved, at de til dels havde befolket dem; men da de udelukkende betragtede kolonierne som værende til for at skaffe moderlandet indtægt og derfor udsugede dem på alle måder (og sløsede indkomsterne væk i tamme takt, som de fik fingrene i dem) og ved strenge forbud udelukkede dem fra handel og samkvem med andre lande, blev det spanske herredømme efterhånden så forhadt, at flertallet af kolonierne løsrev sig i begyndelsen af 19. århundrede, nemlig alle de sydamerikanske, Mellemamerika og Mexico. Ved en uheldig krig med USA i 1898 mistede Spanien endvidere Cuba, Puerto Rico, Filippinerne med flere, så at de efter 1. verdenskrig kun havde enkelte småøer i Atlanterhavet og besiddelser på kysten af Vestafrika og i Marokko tilbage.

#### Frankrig
Frankrig begyndte også tidligt at erhverve sig kolonier, navnlig i Amerika. Allerede i 1534 kom Cartier til Canada, men en egentlig kolonisationen tog dog først sin begyndelse 1608 med anlæggelsen af Quebec; hertil udvandrede talrige franske emigranter, og Quebec blev det eneste oversøiske land, som franskmændene virkelig har koloniseret. Senere tiltog de sig herredømmet over udstrakte egne langs Mississippi (Louisiana 1682) og i Vestindien, men i kampene med England i 18. århundrede mistede de efterhånden alle deres besiddelser på Nordamerikas fastland. Omtrent samtidig forsøgtes dannet et fransk kolonialrige i Forindien, men også her måtte franskmændene vige for englænderne. Større held havde de i Afrika. 1830 besatte de Algier, men det er dog først efter den store krig med Tyskland 1870—1871, at Frankrig med kraft kastede sig over kolonialerhvervelser i Afrika, Bagindien og, Sydhavet, så at republikken efter 1. verdenskrig stod som en af verdens største kolonialmagter, idet den i Afrika besad Algier, Tunis, Marokko, Senegambia, den vestlige halvdel af Sudan, Dahome, fransk Ækvatorialafrika og Obok, i Asien flere småbesiddelser i Forindien (Pondi-chery, Karikai med flere) og hele Indokina (den østlige del af Bagindien med Cambodja, Cochinchina, Annam og Tonkin), i Amerika småøer ved New Foundland, Guadeloupe og Martinique med flere i Vestindien og Cayenne, samt af øer i det Indiske Ocean og Stillehavet Madagaskar, Reunion, Comorerne, Ny Kaledonien, Selskabsøerne med flere.

#### Holland
Hollænderne indtrådte blandt kolonimagterne efter løsrivelsen fra Spanien og erhvervede sig store besiddelser i Ostindien, idet de fordrev portugiserne fra de fleste af deres besiddelser. Som et støttepunkt for deres skibsfart rundt om i Afrika besatte og koloniserede de endvidere i 17. århundrede Kaplandet, der sammen med de to boerstater overvejende havde en hollandsk befolkning, ja en kort tid havde de endogså småbesiddelser på Nordamerikas østside (Ny-Amsterdam, det nuværende New York) og Brasiliens nordkyst. Krigene med England i Napoleonstiden bragte dem vel tabet af flere betydelige kolonier såsom Kaplandet og Ceylon, men endnu ved 1. verdenskrigs afslutning var Holland en anselig kolonialmagt, idet det i Asien besad de fleste af Sunda-øerne, og da navnlig Java, Molukkerne med flere (siden Indonesien), i Amerika en del af Guyana (Surinam) og flere småøer ved Sydamerikas nordkyst (Curacao), samt ved Australien den vestlige halvdel af Ny-Guinea.

#### Danmark
Også Danmark spillede en vis rolle blandt de ældre kolonialmagter, men de fleste af kolonierne, der virkede som støttepunkter for handelen, som Trankebar i Forindien, Nikobarerne, Christiansborg og Prinsensten på Guldkysten, solgtes eller opgaves i midten af det 19. århundrede, og de vestindiske øer solgtes i 1916.

#### Storbritannien
Langt den betydeligste af alle kolonialmagterne udviklede dog England sig efterhånden til; i alle verdensdele og i alle have tilkom udstrakte engelske besiddelser, og intet andet folk har som det angelsachsiske udvandret og dannet samfund overalt. Begyndelsen skete under religionskrigene i det 17. århundrede, da talrige udvandrere drog til det senere USA, der endnu i deres kultur og sprog må betragtes som en engelsk koloniaflægger. En uklog behandling bragte disse vigtige kolonier til at løsrive sig i slutningen af det 18. århundrede, men forinden havde England erhvervet sig de tidligere franske besiddelser i Canada. Af endnu større betydning blev erobringen af Forindien, hvortil senere kom andre arealer i Sydasien samt opdagelsen og kolonisationen af Australien. Kampene med Frankrig og Holland omkring 1800 gav endvidere England lejlighed til at bemægtige sig flere af disse staters kolonier, således Kaplandet, Ceylon, Mauritius og flere øer i Vestindien.

### Nyere kolonitid, tiden 1870-1945
I 1800-tallet ændrede kolonialismen på ny karakter: liberalismen vandt frem på bekostning af merkantilismen og dermed en legitimering af den frie kamp om markeder og områder. Samtidig fremkom geopolitikken og opfattelsen af staten som en organisme, hvis trivsel beroede på de enkelte dele af statshelheden, her under kolonierne. Man blev i stigende grad bevidst om den betydning, som kolonierne havde både som forsynere af de fornødne råvarer (og dermed forsyningssikkerhed for staten) og som aftagere af industriens produkter (og dermed markedssikkerhed for industrien og producenterne). Dertil kom en voksende overbevisning om, at besiddelser spillede en afgørende rolle for den indflydelse, som den enkelte stat kunne udøve i international politik. Følgen blev et kapløb mellem de enkelte stater om at lægge beslag på flest og størst mulige områder. Karakteristisk for tiden blev udtrykket "interessesfærer", hvor stater mente sig at have ret til i visse områder at udøve afgørende indflydelse på forholdene uden indblanding fra andre staters side. Den rolle, man tillagde kolonierne som grundlag for en stats styrke, kan ses af udfaldet af 1. verdenskrig: de tabende stater - især Tyskland og Tyrkiet - måtte afstå deres kolonier og besiddelser, og disse områder blev i stedet overdraget de vindende stater som "mandater" under Folkeforbundet. Fremmende for denne udvikling var tillige en racetænkning, der anså den europide race som mere eller mindre selvskreven til at herske over andre racer.
Et andet forhold af betydning for kolonialismen var den teknologiske udvikling, ikke mindst jernbanens fremkomst. Denne indebar, at staterne ikke mere nøjedes med støttepunkter ved kysterne men nu kunne udvide deres indflydelse og kontrol så langt ind i landet, som banenettet (og dampskibene og senere automobiler) kunne komme; en faktisk opdeling af alle jordens områder i koloniimperier blev følgen heraf.
I slutningen af det 19. århundrede satte England sin kraft ind på erhvervelser i Afrika, navnlig i Sydafrika, hvor det sikrede sig herredømme mod nord indtil Tanganyika-søens sydspids, i Østafrika og på Guinea-kysten, foruden at Ægypten faktisk var en engelsk besiddelse. I samme tidsrum begyndte endnu et par magter at optræde som kolonialmagter, således Tyskland (fra 1884) med besættelsen af Togo, Cameroun, Sydvestafrika, Østafrika, Kaiser Wilhelmsland på Ny-Guinea, Bismarck's Archipel, Salomon-øerne, Marshall-øerne og Carolinerne; alle disse besiddelser mistede Tyskland dog atter under 1. verdenskrig 1914—1918. Endvidere Italien, der foruden Eritrea (Massaua) ved det Røde Hav efter 1. verdenskrig gjorde fordring på protektoratet over Somalia-kysten, mens det har måttet opgive det daværende Abessinien, hvorimod det i 1911 erhvervede Libyen (Tripolis) fra Tyrkiet. Endelig evnede USA efter krigen med Spanien 1898 at erhverve sig Puerto Rico, Cuba, Filippinerne samt Hawaii med flere andre øer i det stille ocean; i 1916 købte det Dansk Vestindien. En særegen stilling som kolonialmagt (i betydningen koloniserende magt) indtog Rusland, idet denne stats ikke-europæiske besiddelser, nemlig Sibirien, Turan og Kaukasien, var landfaste med moderlandet og derfor meget inderligere forbundne med dette end de øvrige staters oversøiske besiddelser.

#### Japan
Efter 1. verdenskrig indtrådte også Japan i kolonimagternes række ved besættelsen af Formosa, Korea, Kvantung-halvøen, Carolinerne, Marianerne samt ved oprettelsen af lydlande på det kinesiske fastland (Manchukuo, Jehol, Chahar, Indre Mongoliet med flere). Disse tiltag brød dog sammen med nederlaget i 2. verdenskrig.

### Efter 1945
Efter 1945 begyndte en almindelig afvikling af de gamle koloniimperier undtagen Sovjetunionens, der i slutningen af 2. Verdenskrig dels genvandt dels udvidede Ruslands imperium og koloniserede bl.a. de baltiske lande og store dele af Østeuropa. Ved Sovjets sammenbrud i 1991 mistede Rusland en del af disse lande og områder, men har siden med krige og uformel imperialisme søgt at generobre og fastholde kontrollen med dem.
Siden 2. verdenskrig har kun et land meldt sig som ny kolonimagt, nemlig Folkerepublikken Kina, der i 1949 besatte Qinghai og Gansu, i 1950 Tibet og Xinjiang, hvor man siden har drevet systematisk undertrykkelse og koloniseringstiltag, og senere i form af økonomisk neokolonialisme i blandt andet Afrika, hvor man har sikret sig kontrollen over de enkelte landes råstoffer.
Derimod må den tyrkiske besættelse og efterfølgende deling af Cypern snarest opfattes som et forsøg på opdeling efter nationale skel af den gamle britiske besiddelse.